# Enocianina
L'enocianina è un forte colorante naturale estratto dalle bucce delle uve a bacca nera (principalmente Vitis vinifera) composta prevalentemente da antociani, in particolare malvidina-3-glucoside (C23H25O12+). Fa parte dei pigmenti idrosolubili afferibili alla classe dei flavonoidi ed è responsabile del cromatismo intenso dell'uva matura.

## Caratteristiche chimico-fisiche

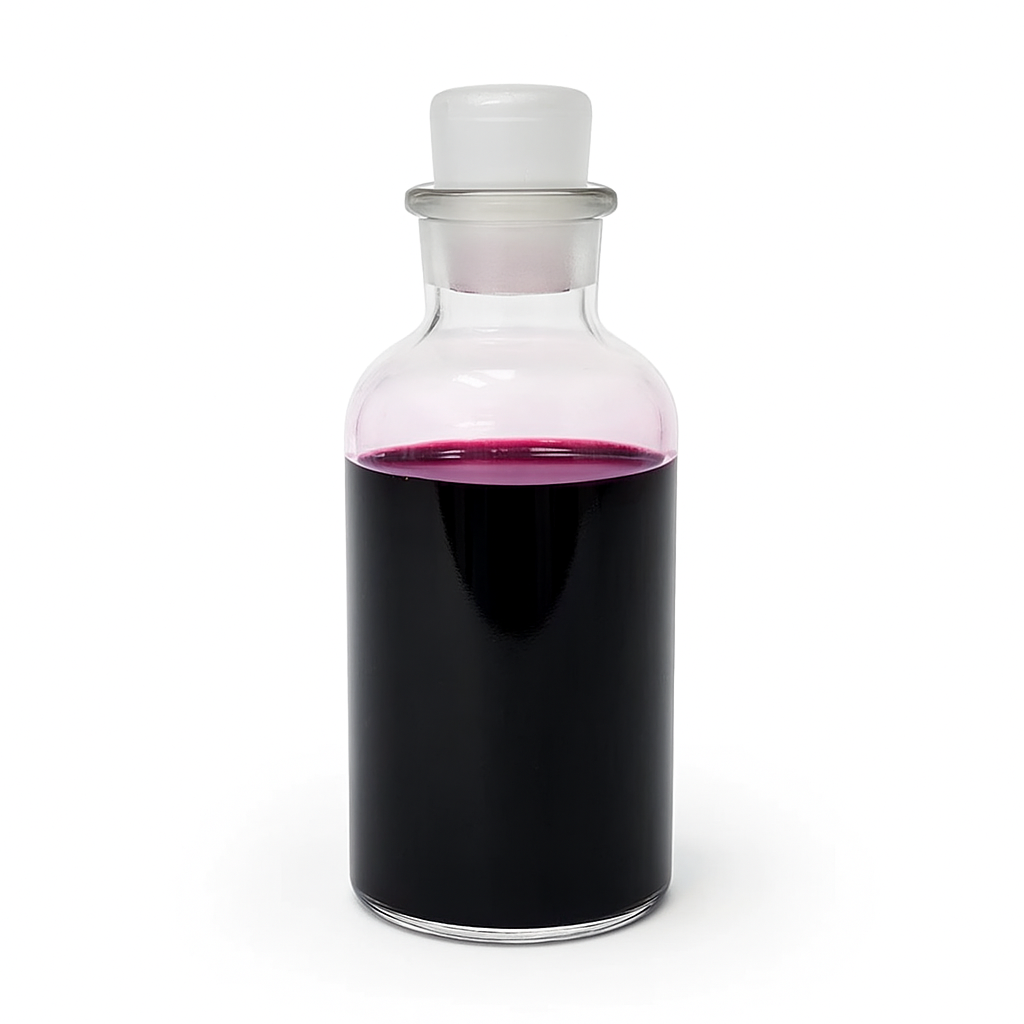
Enocianina liquida

Si tratta di un liquido denso rosso-violetto, ma il cromatismo può variare in base al pH dell’ambiente (rossastro in ambiente acido, bluastro in ambiente basico).
Chimicamente l’enocianina è un miscuglio di composti mono e dimetilici di più antocianidine monoglucosidi; è solubile nelle soluzioni idroalcoliche e insolubile nei solventi lipidici. La sostanza è censita assieme ad altre antocianine tra gli additivi alimentari con la sigla "E163" (estratto di bucce d'uva) ed è commercializzata sotto forma di polvere color bordeaux da sciogliere in acqua oppure direttamente liquida. Viene estratta da sottoprodotti della vinificazione in rosso (es. vinacce) e deve essere conservata in ambiente protetto, preferibilmente al buio e lontano da fonti di calore. Teme l'umidità, l'ossidazione e la fotodegradazione, che la trasformano in composti brunastri insolubili tipicamente riscontrabili nei vini rossi malconservati.

## Storia e produzione
La sua produzione industriale fu messa a punto in Italia da Antonio Carpenè in collaborazione con Enrico Comboni. In origine si separava direttamente dal vino rosso (nel quale è presente per circa l'1% del totale) precipitandola con acetato basico di piombo e ottenendo una sostanza di color azzurro scuro. L’enocianina è oggi ricavata dalle vinacce di uve a bacca nera ricche di antociani (Ancellotta, Colorino, Sangiovese, Lambruschi) mediante estrazione in acqua acidificata (spesso con acido citrico o tartarico) a media temperatura (30-50 °C) per non degradare gli antociani, talvolta con aggiunta di etanolo alimentare per migliorare la resa e la conservazione. Dopo la separazione dei solidi (semi, fibre, bucce esauste) tramite filtri a pressione o centrifugazione, l’estratto viene purificato tramite resine a scambio ionico o filtrazioni a membrana, concentrato sottovuoto a bassa temperatura per preservare i composti termolabili e, se necessario, trasformato in polvere tramite liofilizzazione o spray-drying. Il prodotto finale viene stabilizzato con antiossidanti naturali e confezionato in contenitori ermetici, scuri, spesso sotto atmosfera inerte. Classificata come E163, l’enocianina è usata nell’industria enologica come miglioratrice del colore e in quella alimentare e cosmetica per la sua pigmentazione intensa, l'ottima stabilità cromatica in ambiente acido, le buone proprietà antiossidanti e l'origine naturale basata sul recupero dei sottoprodotti della vinificazione. Le vinacce di partenza devono essere fresche e prive di solforosa o altri additivi che possano interferire con i processi di estrazione.